# Ludwig Schmidl (Architekt)

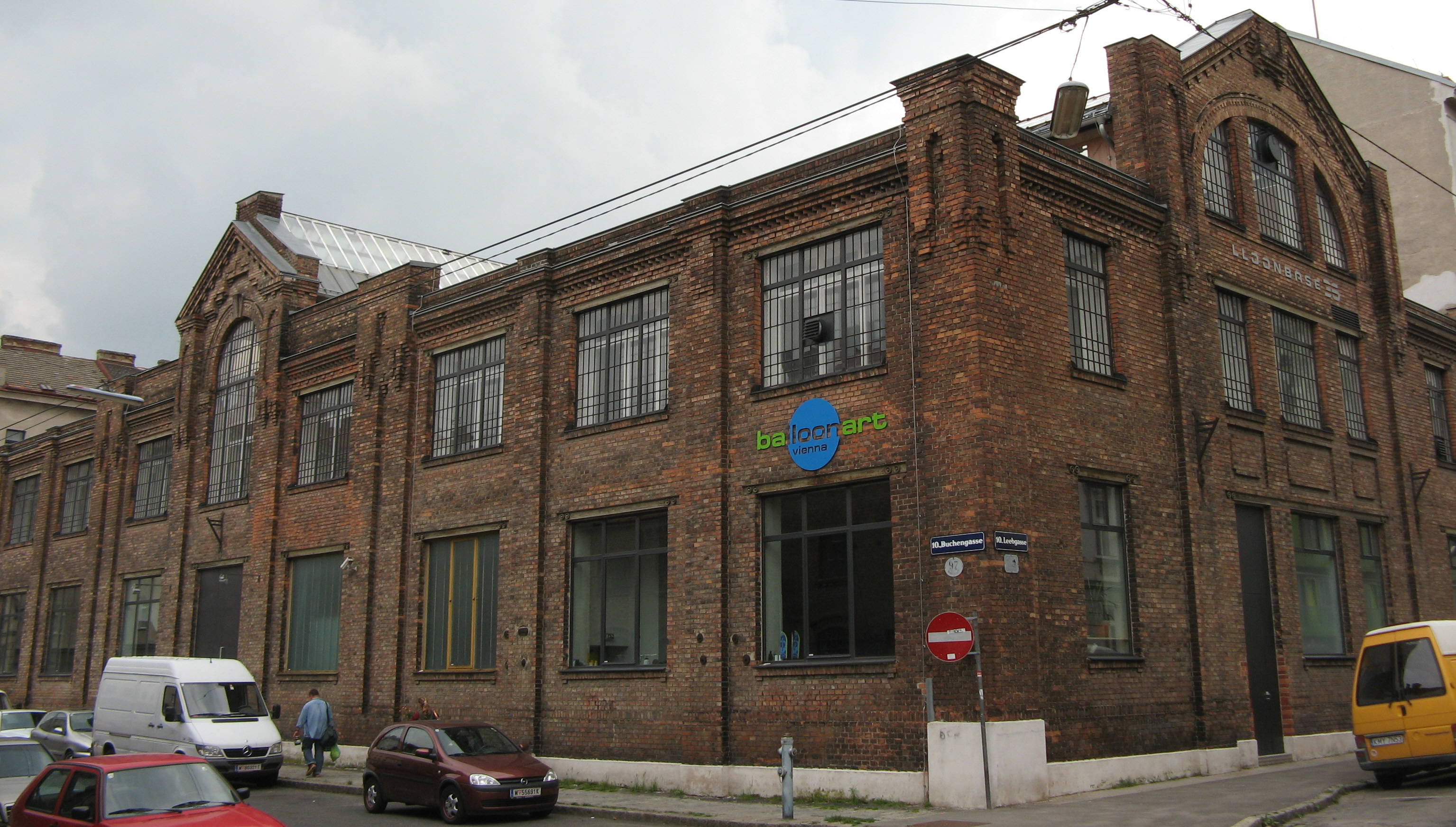
Ehemalige Maschinenfabrik Luzzatto (1906/07) von Ludwig Schmidl

Ludwig Schmidl (* 23. April 1863 in Wien; † 20. März 1924 ebenda) war ein österreichischer Architekt.

## Leben
Ludwig Schmidl entstammte einer wohlhabenden jüdischen Familie. Er studierte nach der Oberrealschule an der Technischen Hochschule von 1883 bis 1885, wobei Heinrich von Ferstel und Karl König seine Lehrer waren. Ab 1889 war er bei der Nordwestbahn als Ingenieur und Architekt angestellt, arbeitete daneben aber auch selbstständig als freier Architekt. In den Jahren 1896 bis 1898 hatte er zwischenzeitlich eine Arbeitsgemeinschaft mit Alexander Neumann. Im Jahre 1905 wurde er Oberingenieur der Nordwestbahn. Schmidl starb als vermögender Mann an den Folgen einer Gehirnhautentzündung.

## Bedeutung
Ludwig Schmidls Werke zeigen eine beachtenswerte architektonische Qualität und weisen auch eine beachtliche Bandbreite auf, die von Wohnbauten über Hotels und Schulen bis zu Industriebauten reicht. Stilistisch schuf er sowohl späthistoristische Bauten, vor allem Villen im Heimatstil, aber auch Wohnbauten, die sich der Ästhetik der Wiener Werkstätte näherten. Seine Fabrikbauten vereinten ästhetisches Aussehen mit funktionellen Ansprüchen.

## Werke
- Villa, Pötzleinsdorfer Straße 34, Wien 18 (1896)
- Miethaus, Währinger Gürtel 88, Wien 9 (1896)
- Villa Klien, Starkfriedgasse 10, Wien 18 (1905)
- Maschinenfabrik Luzzatto, Siccardsburggasse 36, Wien 10 (1906/07)
- Cottage Lyzeum, Gymnasiumstraße 77–79, Wien 19 (1907)
- Werkzeugfabrik Blau & Co., Aspernbrückengasse 5, Wien 2 (um 1908)
- Evangelisches Vereins- und Wohnhaus, Seegasse 16–16a, Wien 9 (1909)
- Miethaus, Baumannstraße 6, Wien 3 (1909)
- Wohnhaus, Colloredogasse/Dittesgasse, Wien 18 (1910)
- Doppelvilla, Auhofstraße 19–21, Wien 13 (1913)